# Salpingote de Kozlov
Salpingotus kozlovi
Espèce
Statut de conservation UICN

 LC  : Préoccupation mineure
Le Salpingote de Kozlov (Salpingotus kozlovi) est une espèce de la famille des Dipodidés. Cette gerboise naine à trois doigts est originaire de Chine et de Mongolie. Tout d'abord classées comme presque en danger, l'espèce n'est plus considérée comme menacée par l'Union internationale pour la conservation de la nature (UICN).

## Habitat
Il vit dans les déserts froids de Mongolie et de Chine du Nord.

## Morphologie
Très petite espèce de gerboise, la plus petite de la famille (5 centimètres pour le corps et 12 pour la queue), avec une morphologie typique de ces animaux.
Ses pattes postérieures sont garnies de coussinets de poils (adaptation comparable à celle d'autres mammifères du désert comme le Fennec et le Chat des sables).
La femelle porte huit mamelles.

## Biologie
Quasiment inconnue. Se nourrit apparemment d'insectes d'après les rares observations sur des spécimens captifs.

## Connaissance de l'espèce
Découverte par le naturaliste russe Vinogradov en 1922.
Pratiquement inconnue des scientifiques dans la nature, et n'a pratiquement pas pu être maintenue en captivité.
L'UICN l'avait toutefois classée dans la liste des espèces "quasi-menacées", du fait de sa rareté (au moins apparente), mais a révisé à la baisse son statut de protection en 2008.